# Tirseno
Tirseno (in greco antico: Τυρσηνός?, Tyrsēnós) è un personaggio della mitologia greca. Fu l'inventore della tromba.

## Genealogia
Figlio di Eracle e di una "donna della Lidia" (presumibilmente Onfale) e padre di Egeleo.

## Mitologia
Di lui ci racconta solo Pausania che lo cita come inventore della tromba e di cui il figlio Egeleo ne insegnò l'uso ai Dori assieme a Temeno.
Il nome Tirseno viene a volte associato al personaggio di Tirreno il quale viene anch'esso citato come figlio di Eracle ed Onfale ed originario della Lidia nonché colui che, secondo quanto riporta Erodoto, portò gli Etruschi in Etruria.